# Vaudes
Vaudes ist eine französische Gemeinde mit 708 Einwohnern (Stand 1. Januar 2022) im Département Aube in der Region Grand Est; sie gehört zum Arrondissement Troyes und zum Kanton Bar-sur-Seine. 

## Lage
Vaudes liegt in der Südhälfte des Département Aube rund 16 km (Luftlinie) südöstlich der Stadt Troyes. Die Westgrenze des Regionalen Naturparks Forêt d’Orient befindet sich östlich der Gemeinde.
Die Gemeinde besteht aus dem Dorf Vaudes sowie einigen Einzelgehöften. 

## Geschichte
Die Gemeinde gehörte von 1793 bis 1801 zum District Bar sur Seine. Zudem war sie von 1793 bis 1801 Teil des Kantons Chappes und seit 1801 Teil des Kantons Bar-sur-Seine. Von 1801 bis 1926 war Villemoyenne verwaltungstechnisch Teil des Arrondissements Bar-sur-Seine. Dieses ging 1926 im Arrondissement Troyes auf, zu dem die Gemeinde heute noch gehört.  

## Bevölkerungsentwicklung
| Jahr                       | 1793 | 1806 | 1821 | 1831 | 1836 | 1851 | 1881 | 1921 | 1962 | 1968 | 1975 | 1982 | 1990 | 1999 | 2006 | 2012 |
| Einwohner                  | 367  | 440  | 440  | 511  | 482  | 483  | 314  | 293  | 341  | 353  | 459  | 670  | 626  | 543  | 591  | 684  |
| Quellen: Cassini und INSEE |      |      |      |      |      |      |      |      |      |      |      |      |      |      |      |      |

Die zunehmende Mechanisierung der Landwirtschaft führte zu einem kontinuierlichen Absinken der Einwohnerzahlen bis auf die Tiefststände in der Zwischenkriegszeit. Nach dem Zweiten Weltkrieg wuchs die Bevölkerung bis 1982 wegen der Nähe zur Stadt Troyes und den dortigen Arbeitsmöglichkeiten. Auf einen Bevölkerungsrückgang zwischen 1982 und 1999 folgte eine weitere Wachstumsphase, die immer noch anhält.

## Sehenswürdigkeiten
- Dorfkirche Saint-Clair (älteste Teile aus dem 12. Jahrhundert; Querschiff und Apsis aus dem 16. Jahrhundert)[1]
- Wegkreuz aus dem 16. Jahrhundert; seit 1939 ein Monument historique[2]
- weitere Wegkreuze
- Denkmal für die Gefallenen (monument des morts) bei der Dorfkirche[3]